# 荒田八幡停留場
荒田八幡停留場（日语：／ Aratahachiman teiryūjō */?），又稱荒田八幡電車站，是位於鹿兒島縣鹿兒島市荒田一丁目，鹿兒島市交通局（鹿兒島市電）谷山線的電車站。車站編號為I13。

## 歷史
- 1912年12月1日 - 鹿兒島電氣軌道設置此站。
- 1928年7月1日 - 鹿兒島市電氣局接管路線。
- 1933年1月 - 改組成為鹿兒島市交通課車站。
- 1956年5月10日 - 改組成為鹿兒島市交通局車站。

## 電車站構造
此電車站設有2面2線的相對式低地台月台。兩月台上設有電車接近顯示器和廣播系統。兩月台不可讓輪椅和電動輪椅人士上落。

### 運行系統
此電車站是谷山線電車站之一。■1系統會駛入此站。

## 使用狀況
| 1日上下車人次變化 | 1日上下車人次變化 |
| 年度              | 1日平均人次       |
| ----------------- | ----------------- |
| 2011年            | 1,257             |
| 2012年            | 1,268             |
| 2013年            | 1,331             |
| 2014年            | 1,329             |
| 2015年            | 1,343             |

## 電車站周邊
- 荒田八幡宮（日语：荒田八幡宮 (鹿児島市)）
- 鹿兒島銀行 荒田八幡分店
- 鹿兒島縣知事公邸
- 鹿兒島德洲會醫院（日语：鹿児島徳洲会病院）
- Frespo Jungle Park

## 巴士路線
有關路線詳細詳情，請參見路線的外部連結。
市營巴士「荒田八幡」巴士站
- 14號線 谷山線  （页面存档备份，存于）
- 15號線 東紫原線  （页面存档备份，存于）
- 15-3號線 東紫原線  （页面存档备份，存于）
- 19號線 南紫原線  （页面存档备份，存于）
- 28號線 伊敷、鴨池港線  （页面存档备份，存于）
- 29號線 伊敷新城、鴨池港線  （页面存档备份，存于）
- 30號線 明和、鴨池港線  （页面存档备份，存于）

## 相鄰電車站
鹿兒島市交通局
鹿兒島市電■1系統
二中通（I12）－荒田八幡（I13）－騎射場（I14）

## 注腳
1. ↑  国土数値情報(駅別乗降客数データ)  （页面存档备份，存于）（日語） - 國土交通省，2018年12月10日參閲

## 外部連結
- 鹿兒島市交通局 （页面存档备份，存于）（日語）